# Pałac w Dobromierzu
Pałac w Dobromierzu (niem. Schloss Hohenfriedeberg) – zabytkowy pałac w Dobromierzu – wsi w Polsce, w województwie dolnośląskim, w powiecie świdnickim, w gminie Dobromierz przy drodze krajowej nr 5 i drodze krajowej nr 34. 
Pałac wzniesiono w 1727 r. dla Christopha Ferdinanda von Nimptsch, rozbudowując prawdopodobnie wcześniejszy dwór z XVII wieku.

## Historia
Obiekt  wybudowany w 1727 roku przez Christopha Ferdinanda (Krzysztofa Ferdynanda, ur. 1691) von Nimptsch, żonatego w 1716 z Marią Magdaleną von Gyleys (Gilleis). Jego bratem był Johann Friedrich (Jan Fryderyk, ur. 1695) von Nimptsch, żonaty w 1714 z Joanną Teresą von Althann. Po przejściu w 1789 we władanie rodu von Seherr-Thos przebudowany w drugiej połowie XIX w. i na początku XX w. Z tego czasu (1870-1880) pochodzą dwie prostokątne parterowe dobudówki przy elewacjach bocznych.

## Opis założenia
Barokowy pałac na rzucie prostokąta, 3-kondygnacyjny, nakryty dachem mansardowym, krytym dachówką. 3-traktowy, z przelotową sienią krytą sklepieniem kolebkowym z lunetami, przy której znajduje się klatka schodowa. Przyziemie o sklepieniach kolebkowo-krzyżowych. Na drugiej kondygnacji zarówno sklepienia, jak i stropy z dekoracją stiukową. Po zachodniej stronie pałacu mieści się kaplica poprzedzona barokowym portalem z aniołami w zwieńczeniu i kartuszami herbowymi rozdzielonymi monogramem IHS z krzyżem i trzema gwoździami – oznaką zakonu jezuitów, którzy byli kapelanami rodu von Nimptsch. W kaplicy i sali balowej zachowane barokowe polichromie i klasycystyczne dekoracje sztukatorskie. Elewacje pałacu 5- i 4-osiowe, artykułowane lizenami. Na fasadzie centralnej dwukolumnowy portyk z balkonem. Obok pałacu barokowe budynki gospodarcze i folwarczne. Dalej park z reliktami wyznaczonego lipami parteru i kaskadą ze stopniami wodnymi oraz nagrobkiem dziecięcym Johanna Carla Martina Ferdinanda von Seherr-Thoss (1791-1792).
Obiekt jest częścią zespołu pałacowo-folwarcznego, w skład którego wchodzą jeszcze:
- park z pierwszej z połowy XVIII w., przekształcony w XIX w.;
- folwark:
  - dwie oficyny mieszkalne z około 1727, przebudowane  w XIX w.;
  - wozownia z pierwszej połowy XVIII w.;
  - stajnia z około 1727;
  - pięć bram z pierwszej połowy XVIII w.;
  - ogrody gospodarcze - teren dawnych ogrodów i dziedzińca.

## Heraldyka
Nad głównym wejściem do przelotowej sieni znajduje się prostokątny balkon ze stalową balustradą z oknem balkonowym, nad którym umieszczono kartusz z herbami Carla Friedricha von Seherr-Thoss (1754- 1814), właściciela od 1789 i jego żony Eleonory von Pertkenau (1759-1827). Ich synem był Friedrich von Seherr und Thoß (1789-1857).
Prawie  identyczne wejście z kartuszem z herbami Johanna von Nimptsch i Joanny von Althann jest nad  półkolistym balkonem elewacji tylnej.

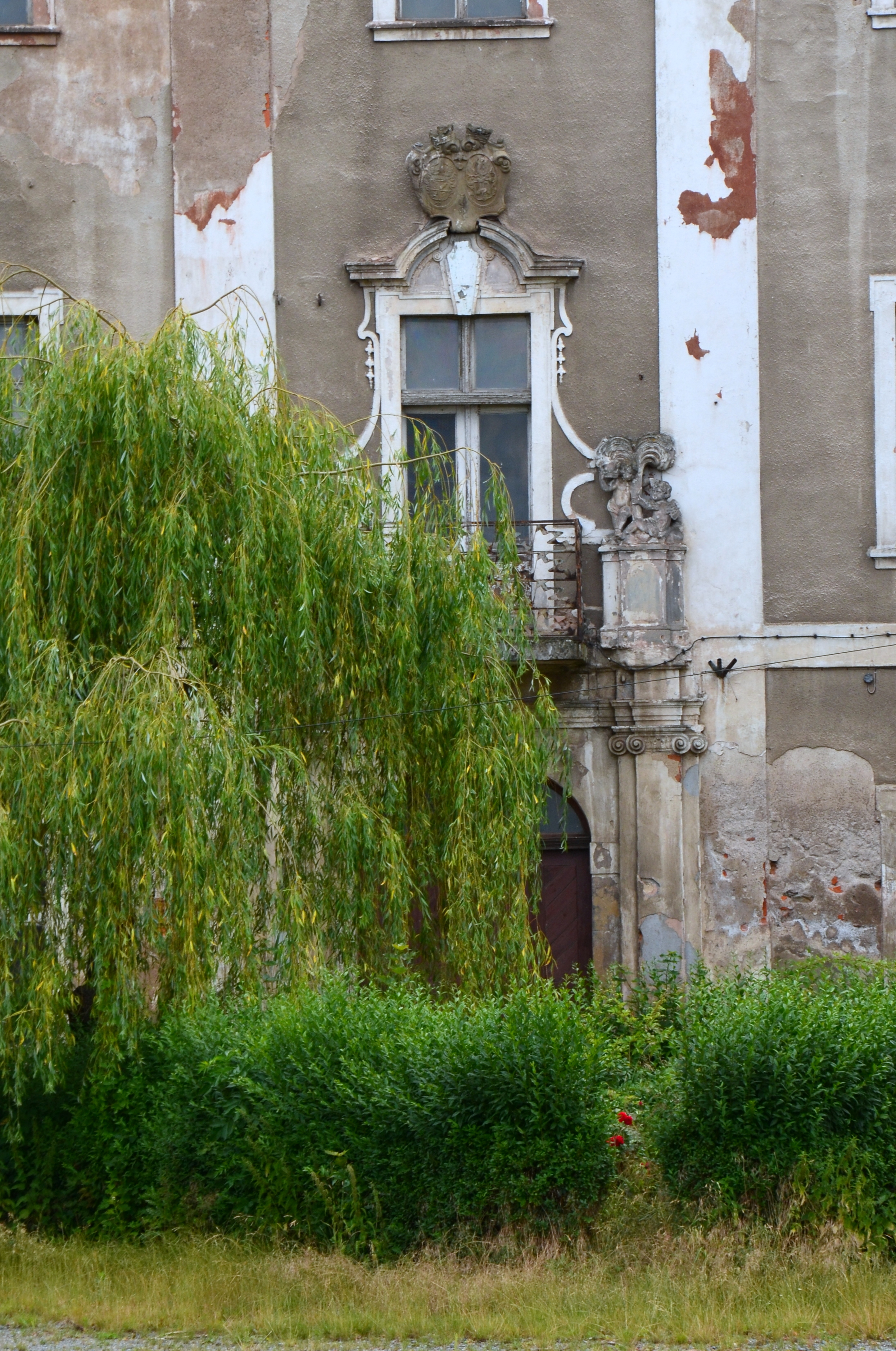
Balkon z herbami Seherr, Pertkenau
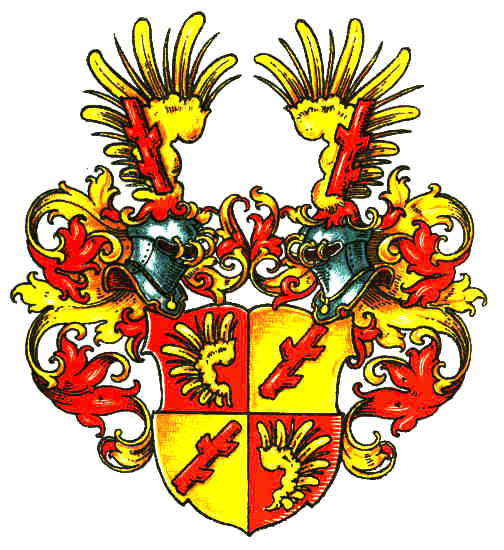
Herb Carla von Seherr-Thossa
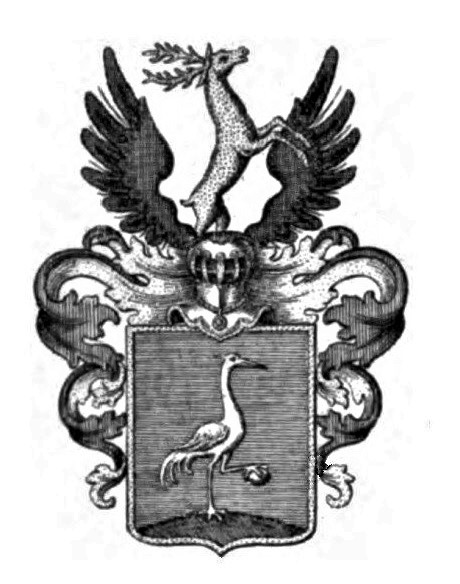
Herb Eleonory von Pertkenau
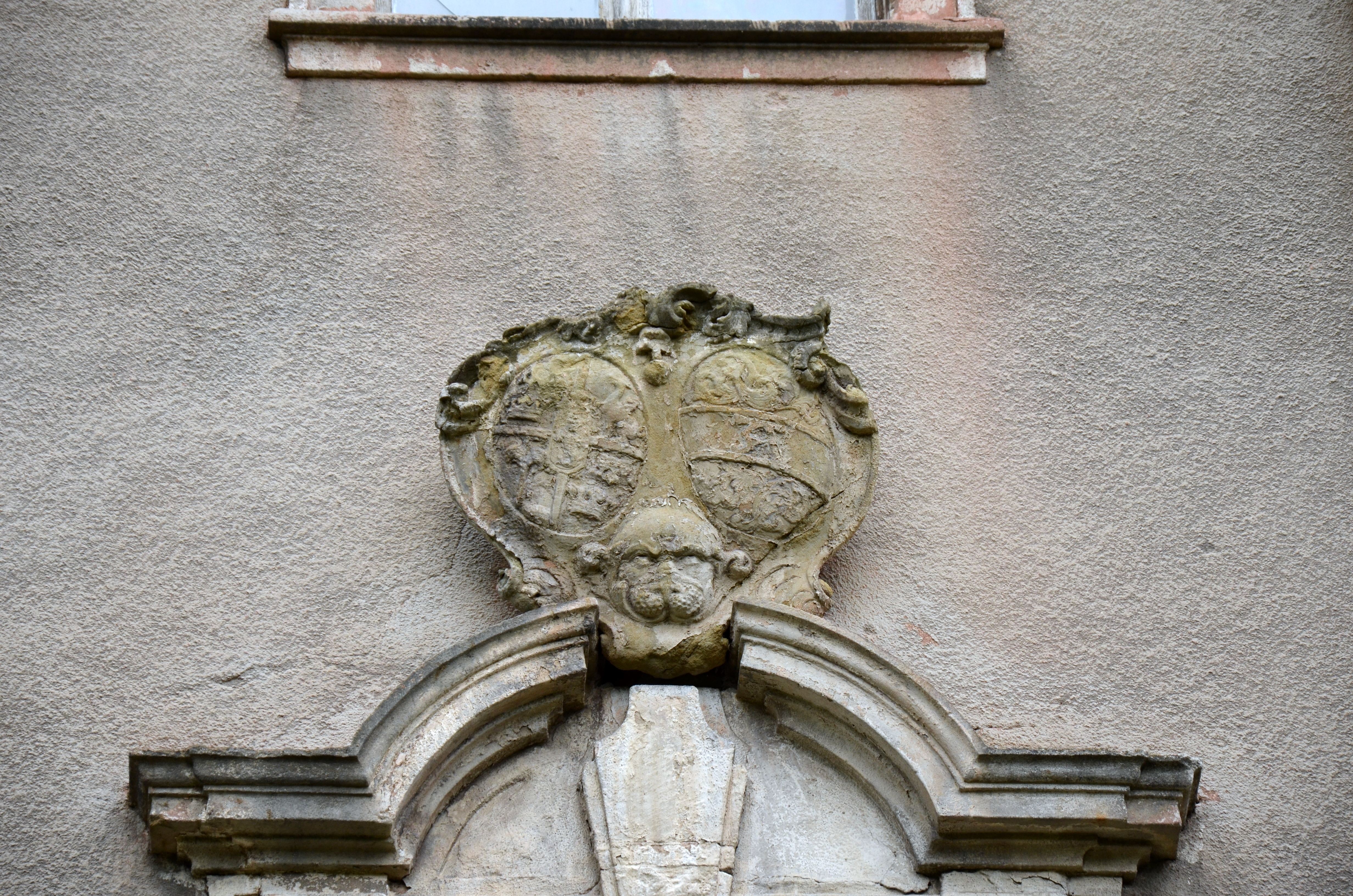
Kartusz z herbami Nimptsch, Althann
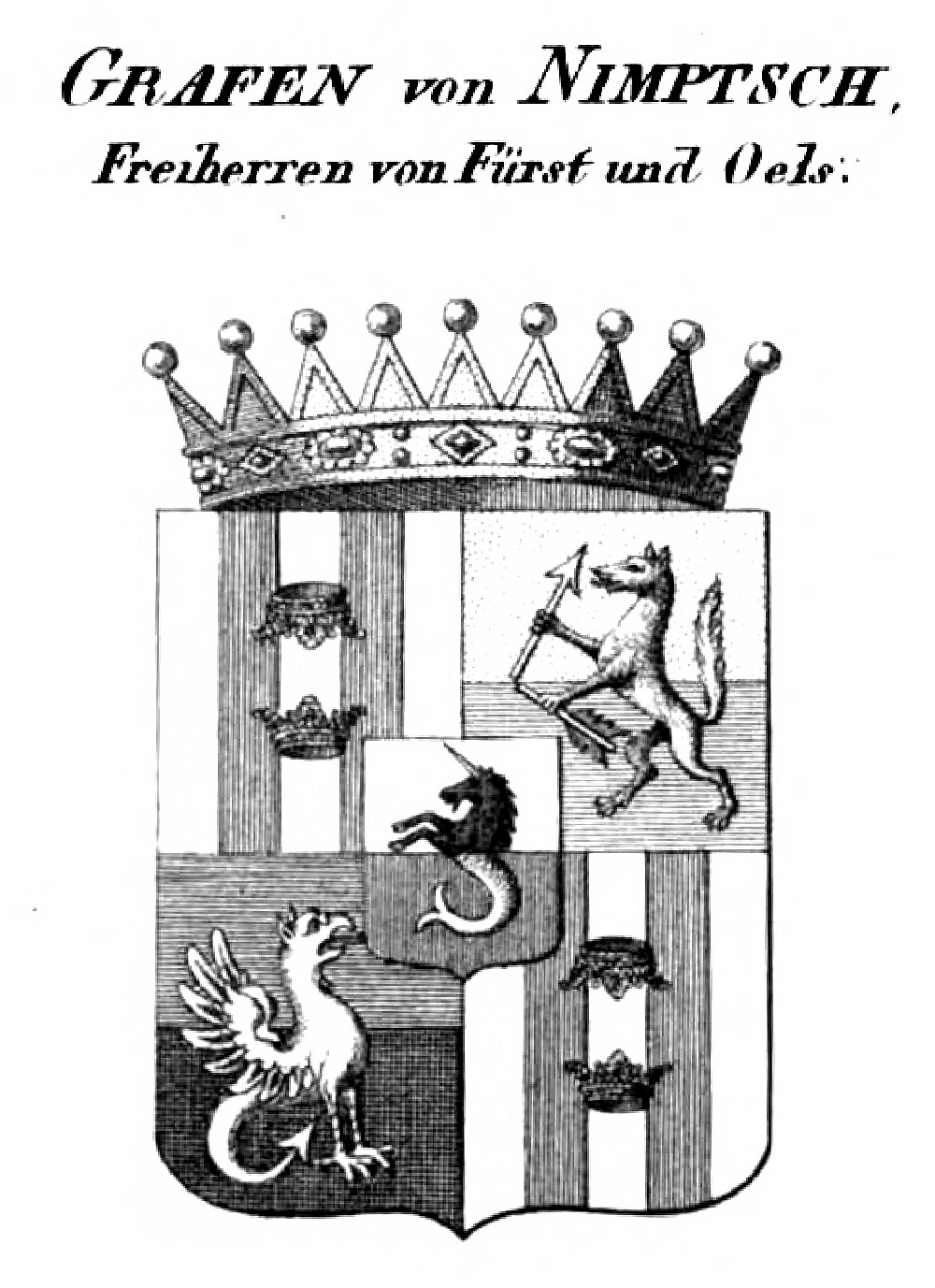
Herb Johanna von Nimptscha
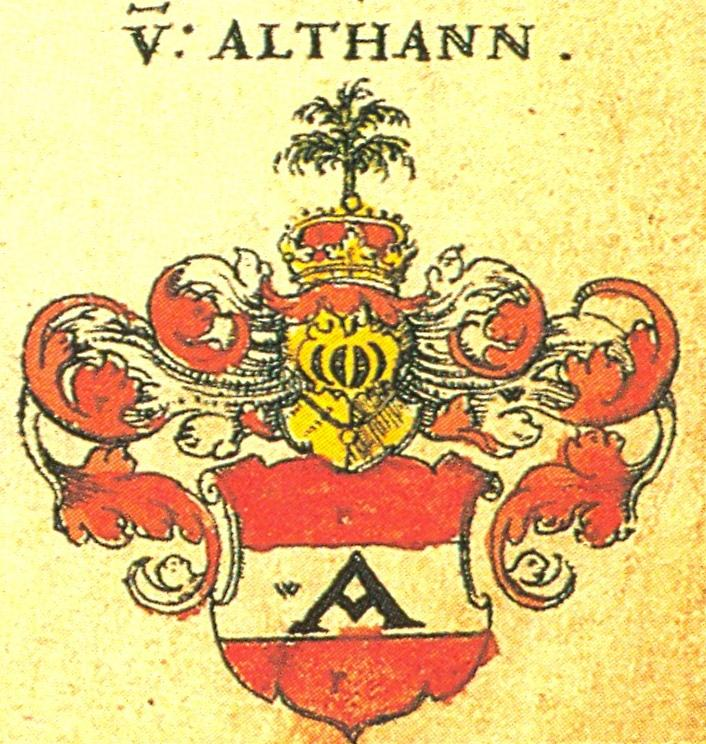
Herb Joanny von Althann